# Garage Days Re-Revisited
Garage Days Re-Revisited (Fulde titel: The $5.98 EP Garage Days Re-Revisited) er en Metallica-EP med covernumre af bandets gamle favoritter, indspillet lige efter Master of Puppets-turnéens afslutning, og efter Cliff Burton døde i en busulykke. Det er første album hvor Jason Newsted er med som bassist.
Det er det 2. album i rækken af Garage albummene. Den første Garage Days Revisited fra 1984 hører til en af de meget sjældne og er en af de mere eftersøgte ting blandt Metallica samlere. Dette "album" består kun af 2 numre og findes også på B-siden af Creeping Death 12" vinylsingle.
Der har i længere tid hersket tvivl om dette album virkelig talte som en af de officielle, da der kun var 5 numre på og den ikke altid har været lige let at få fat på.

## Numre
1. "Helpless" (Diamond Head)
2. "The Small Hours" (Holocaust)
3. "The Wait" (Killing Joke)
4. "Crash Course in Brain Surgery" (Budgie)
5. "Last Caress/Green Hell" (The Misfits) – I sidste sekund bliver de begyndende riff til Iron Maidens "Run to the Hills" spillet.